# Germà de Cosinitzes
|  | Per a altres significats, vegeu «Sant Germà». |

Germà de Cosinitzes va ser un religiós grec que va fundar el monestir de Cosinitzes que va estar actiu entre els segles ix i x i estava situat entre Tràcia i Macedònia, on va viure quasi tota la seva vida dedicat a la pietat. Fou conegut pel nom del seu monestir i no a l'inrevés. Cap al final de la seva vida va peregrinar a Palestina i va retornar a Europa on va construir una capella a la Verge Maria. Fou declarat sant per l'església catòlica.